# جون تشيري
جون تشيري (بالإنجليزية: John Cherry)‏ هو سياسي أسترالي، ولد في 22 مايو 1965 في أستراليا. حزبياً، نشط في الديمقراطيون الأستراليون. وقد انتخب عضو مجلس الشيوخ الأسترالي ‏ عن دائرة كوينزلاند (31 يوليو 2001 – 30 يونيو 2005).